# Encyclopédie de Yongle

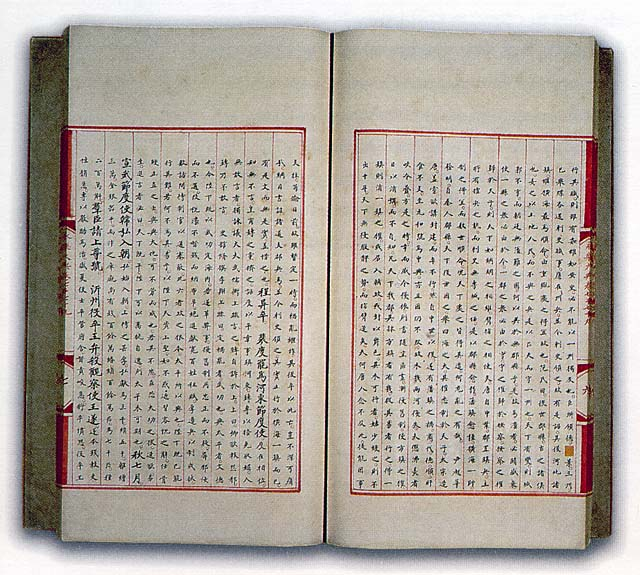
Une double page de lEncyclopédie de Yongle, réédition partielle de 1962.

L'Encyclopédie de Yongle ou Yongle Dadian (en chinois traditionnel 永樂大典, en chinois simplifié 永乐大典, en pinyin Yǒnglè Dàdiǎn, littéralement Le Grand Canon ou les Vastes Documents de l'ère Yongle) est une compilation chinoise des connaissances de l'époque, rédigée sur ordre de l'empereur Yongle, de la dynastie Ming, à compter de 1403 et achevée en 1408. Il s'agissait alors de la plus grande encyclopédie connue au monde, ainsi que de l'un des premiers ouvrages du genre.
Son étendue et sa taille en font la plus grande encyclopédie générale au monde jusqu'à ce qu'elle soit dépassée par Wikipédia le 9 septembre 2007, soit près de six siècles plus tard,,.

## Rédaction de l'ouvrage
Deux mille savants travaillèrent sur ce projet sous la direction de Yongle (qui régna de 1402 à 1424), y incorporant environ 8 000 textes, datant de l'Antiquité à la période contemporaine de la dynastie régnante. Ils couvrirent ainsi une grande variété de sujets, parmi lesquels l'agriculture, les arts, l'astronomie, la géologie, l'Histoire, la médecine, les sciences naturelles, la religion et la technologie, auxquels ils ajoutèrent des descriptions d'événements naturels inhabituels ou inexpliqués. L'Encyclopédie, qui fut terminée en 1408 à l'Université de Nankin, comptait originellement 22 877 ou 22 937 rouleaux manuscrits, selon les sources, répartis en 11 095 volumes. L'ensemble occupait un volume estimé à 40 m3. Son rôle était d'inclure tout ce qui avait alors été écrit à propos du canon confucianiste, des arts et des sciences humaines et exactes. Il s'agissait finalement d'un monumental recueil d'extraits et travaux tirés de la littérature et de la culture chinoise.

## Transcription et disparition
Par sa taille hors-normes, l'encyclopédie ne put être imprimée grâce à des blocs en bois, comme le permettait la technique de l'époque pour des documents moins volumineux. L'on pense que seules deux copies, elles aussi manuscrites, en furent faites. L'original s'est perdu, mais il est acquis qu'en 1557, sous la supervision de l'Empereur Jiajing, la première copie de l'ouvrage fut partiellement sauvée d'un incendie qui détruisit trois des palais de la Cité interdite. Après ce sinistre, Jiajing ordonna que fût réalisée une seconde copie de l'Encyclopédie.
Des trois exemplaires connus, seuls 400 volumes sont parvenus jusqu'à notre époque. Nul ne sait ce qu'il est advenu de la première copie et aucun document historique ne fournit de piste à ce sujet. La seconde, quant à elle, fut graduellement disséminée et la majorité de son contenu se perdit à compter du XVIIIe siècle ; les 800 volumes restants furent, pour partie, détruits par l'incendie de l'Académie Hanlin, déclenché par les forces chinoises lors d'une attaque menée à l'encontre de l'occupant britannique. Les rouleaux qui échappèrent au feu furent récupérés par l'Alliance des huit nations lors de la répression de la révolte des Boxers en 1900, et sont à présent répartis dans des collections privées de par le monde.
Nul ne sait avec précision ce qu'est devenu l'original. Quatre hypothèses sont communément émises à ce sujet :
- il fut détruit, à Nankin, dans l'incendie de 1449 ;
- il brûla en même temps que le Palais de la Pureté céleste, situé dans la Cité interdite, durant le règne de l'Empereur Jiaqing (1760-1820) de la Dynastie Qing ;
- il fut détruit dans l'incendie de Wenyuange, la bibliothèque Impériale de la Cité interdite, à la fin de la Dynastie Ming ;
- il fut caché et perdu. Concernant cette dernière hypothèse, certains chercheurs pensent que l'Encyclopédie originale disparut à la mort de Jiajing en 1820, qui l'aurait faite enterrer avec lui, et qu'elle sera un jour retrouvée au sein du complexe funéraire de Yongling.

Une portion de l'encyclopédie, représentant cent des volumes originaux fut publiée en chinois, en 1962. Enfin, la Bibliothèque Nationale de Pékin, qui conserve 221 volumes de la copie la plus tardive, a annoncé vouloir numériser les fragments de l'encyclopédie encore en sa possession.
En mai 2023, la bibliothèque du Congrès achève la numérisation complète de l'encyclopédie en 41 volumes conservés dans la section asiatique de cette institution.